# Historie okresů v Česku

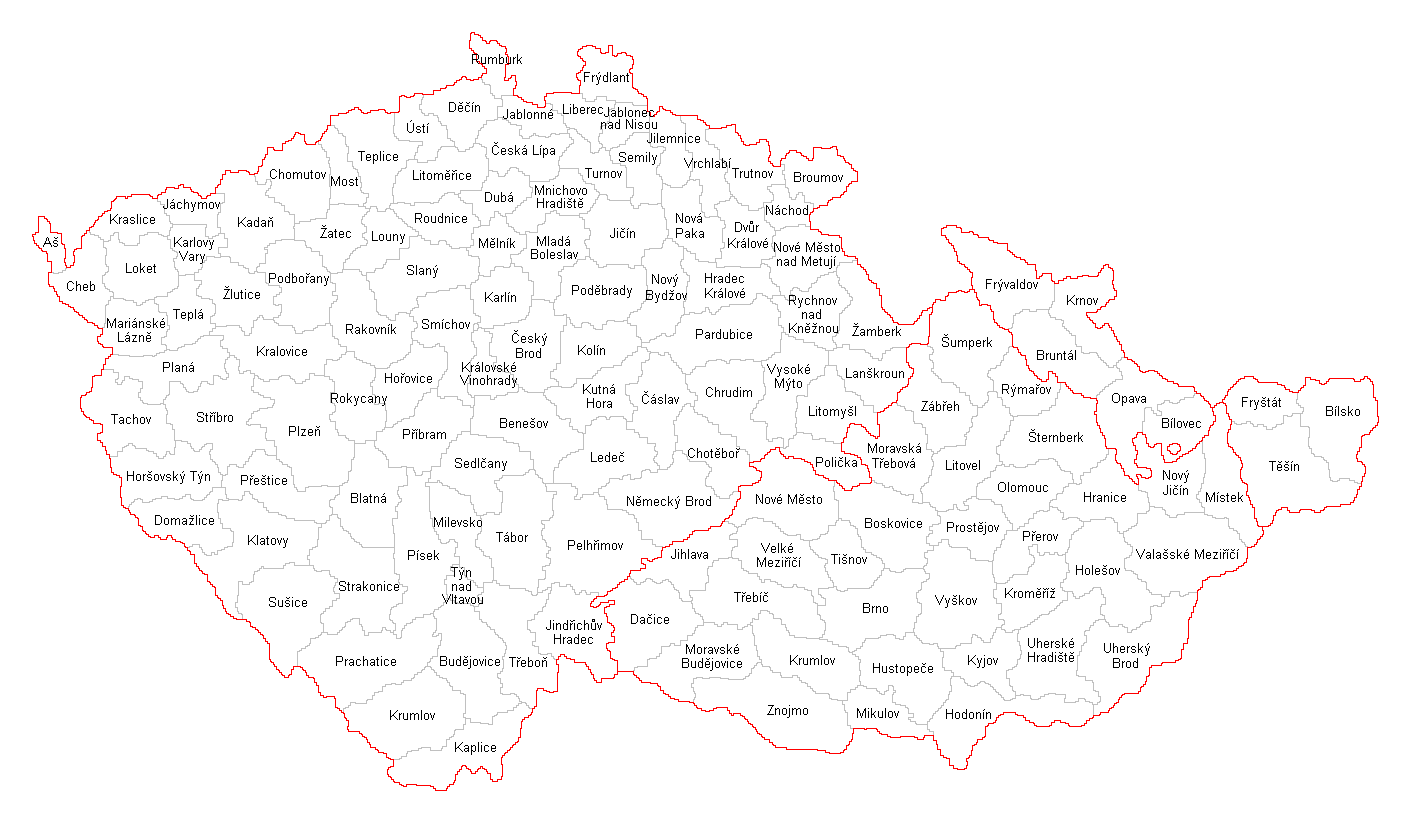
Okresní hejtmanství k roku 1900

Okresy vznikly v českých zemích jako základní správní jednotka v roce 1850 na základě císařského nařízení z roku 1849 jako náhrada za původní panství. Až do 31. prosince 1948 existovaly okresy dvojí. Byly to jednak okresní hejtmanství (správní okresy) s okresním úřadem, jako správním orgánem, a dále pak okresy soudní, což byly územní obvody okresních soudů. Okresy s různými kompetencemi existují[zdroj?] i v dalších následnických státech Rakousko-Uherska (např. v Rakousku, na Slovensku, v Polsku nebo v Maďarsku).
Po  vzniku Československa se okresní hejtmanství začala označovat jako okresy politické a ještě později jako správní okresy. Od roku 1850 proběhla řada reforem, kdy se měnil celkový počet i rozsah okresů. Od 1. února 1949 do 31. prosince 2002 pak byla organizace státní správy a soudů spojena.
V České republice ještě před zánikem Československa byly okresní národní výbory nahrazeny zákonem o okresních úřadech v roce 1990 okresními úřady. Tím okresy přišly o přímo volené zastupitelské sbory. Ty byly nahrazeny okresními shromážděními. Do okresního shromáždění volila obecní zastupitelstva své zástupce. Okresní shromáždění byla zrušena s koncem roku 2000, s koncem roku 2002 byly pak zrušeny i okresní úřady. Zákon č. 147/2000 Sb., o okresních úřadech, v § 44 stanovil: „Platnost tohoto zákona končí posledním dnem kalendářního roku, v němž uplynou dvě léta od konání prvních voleb do zastupitelstev krajů.“

## Do roku 1960

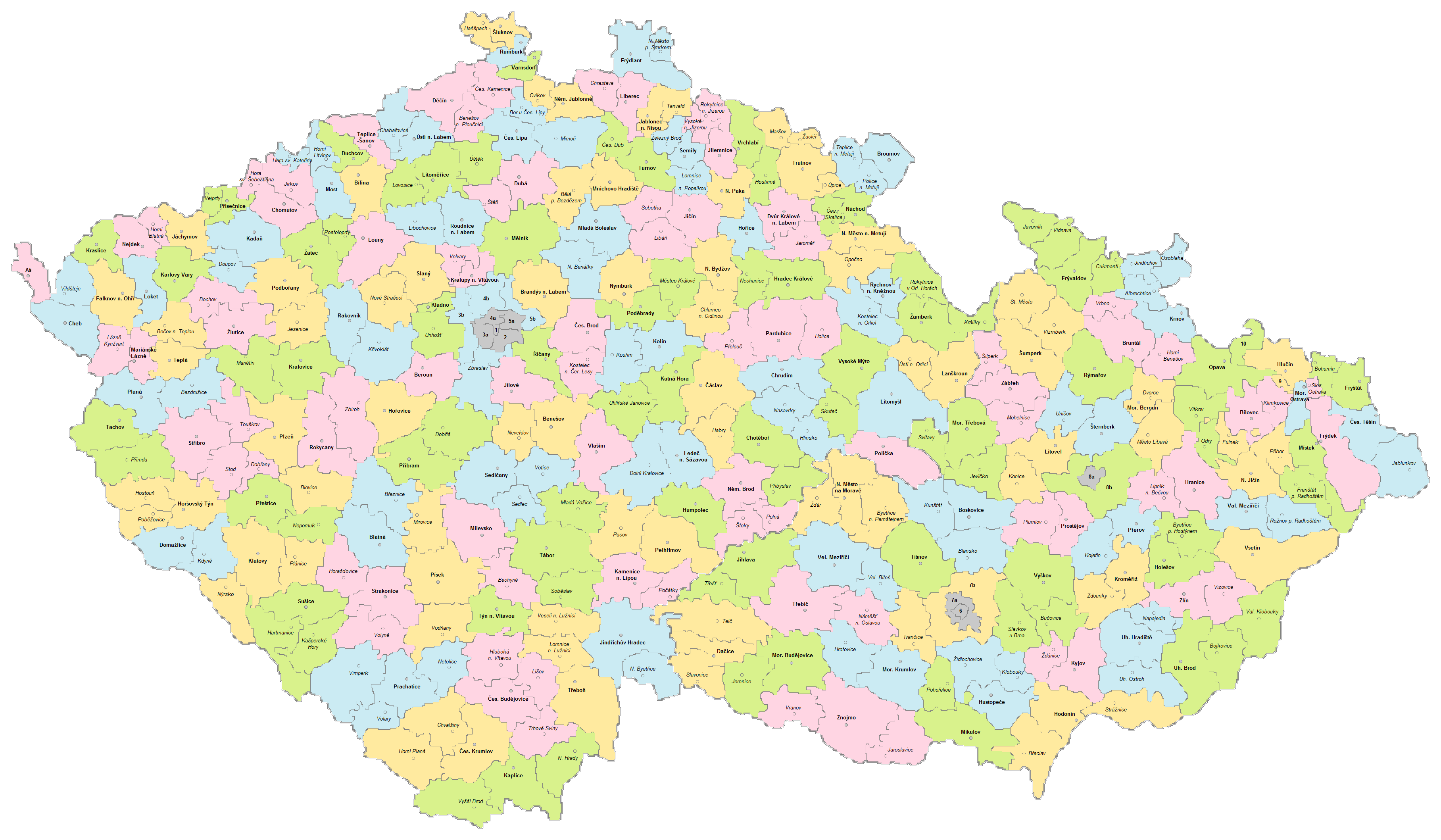
Politické a soudní okresy v českých zemích k roku 1938. Na mapě jsou politické okresy (tvořené více sousedícími soudními okresy) vyznačeny stejnou barvou

V roce 1900 bylo v českých zemích 133 okresů. Z toho:
- v Českém království 92 okresů: Aš, Benešov, Blatná, Broumov, Budějovice, Čáslav, Česká Lípa, Český Brod, Děčín, Domažlice, Dubá, Dvůr Králové, Frýdlant, Horšovský Týn, Hořovice, Hradec Králové, Cheb, Chomutov, Chotěboř, Chrudim, Jablonec nad Nisou, Jablonné, Jáchymov, Jičín, Jilemnice, Jindřichův Hradec, Kadaň, Kaplice, Karlín, Karlovy Vary, Klatovy, Kolín, Kralovice, Královské Vinohrady, Kraslice, Krumlov, Kutná Hora, Lanškroun, Ledeč, Liberec, Litoměřice, Litomyšl, Loket, Louny, Mariánské Lázně, Mělník, Milevsko, Mladá Boleslav, Mnichovo Hradiště, Most, Náchod, Německý Brod, Nová Paka, Nové Město nad Metují, Nový Bydžov, Pardubice, Pelhřimov, Písek, Planá, Plzeň, Podbořany, Poděbrady, Polička, Prachatice, Přeštice, Příbram, Rakovník, Rokycany, Roudnice, Rumburk, Rychnov nad Kněžnou, Sedlčany, Semily, Slaný, Smíchov, Strakonice, Stříbro, Sušice, Tábor, Tachov, Teplá, Teplice, Trutnov, Třeboň, Turnov, Týn nad Vltavou, Ústí, Vrchlabí, Vysoké Mýto, Žamberk, Žatec, Žlutice;
- v Moravském markrabství 33 okresů: Boskovice, Brno, Dačice, Hodonín, Holešov, Hranice, Hustopeče, Jihlava, Kroměříž, Krumlov, Kyjov, Litovel, Mikulov, Místek, Moravská Třebová, Moravské Budějovice, Nové Město, Nový Jičín, Olomouc, Prostějov, Přerov, Rýmařov, Šternberk, Šumperk, Tišnov, Třebíč, Uherské Hradiště, Uherský Brod, Valašské Meziříčí, Velké Meziříčí, Vyškov, Zábřeh, Znojmo;
- ve Slezském vévodství bylo 8 okresů: Bílovec, Bílsko, Bruntál, Fryštát, Frývaldov, Krnov, Opava, Těšín.

Po Mnichovské dohodě byly politické okresy (německy politischer Bezirk) v Sudetech připojené k Německu přejmenovány na zemské okresy (německy Landkreis). Po vzniku Protektorátu Čechy a Morava byly politické okresy (německy politischer Bezirk) v protektorátu přejmenovány na okresy (německy Bezirk).
Dekret prezidenta republiky o územní organisaci správy, vykonávané národními výbory (č. 121/1945), obnovil země a okresy do stavu k 29. září 1938, avšak zároveň zavedl změny. Zavedl statutární města Praha, Liberec, Plzeň, Brno, Olomouc, Opava a Moravská Ostrava, která byla vyňata z přilehlých okresů, avšak jejich místní národní výbory (místní správní komise) plnily zároveň funkci okresního národního výboru pro tyto okresy. Zároveň byla nově stanovená statutární města rozšířena o řadu přilehlých obcí.
Zřízen byl nový okres Praha-venkov-jih v obvodu dosavadního soudního okresu Zbraslav, zbylá část okresu Praha-venkov byla přejmenována na Praha-venkov-sever. Správní okres liberecký byl přejmenován na Liberec-venkov, plzeňský na Plzeň-venkov a opavský na Opava-venkov. Z královédvorského správního okresu bylo vyčleněno území soudního okresu jaroměřského jako nový správní okres jaroměřský. Zbytek frýdeckého správního okresu, který nebyl připojen k Moravské Ostravě, byl sloučen se správním okresem místeckým do nového správního okresu místeckého. Moravskoostravský správní okres byl zrušen, tři zbylé obce nepřipojené k Moravské Ostravě byly připojeny do místeckého okresu. Sídlo okresu z Nového Města nad Metují bylo přeneseno do Dobrušky, z Lanškrouna do Ústí nad Orlicí a z Přísečnice do Vejprt. Obnoveny byly rovněž předválečné expositury správních okresů, přičemž byly zřízeny nové expozitury: semilského okresu v Železném Brodě, orlickoústeckého v Lanškrouně, dobrušského v Novém Městě nad Metují a píseckého ve Vodňanech. Vládě dal zákon zmocnění pouhým nařízením slučovat a rozlučovat okresy a měnit jejich obvody i sídla i přidělovat a odebírat právo statutu statutárním městům.
Vládní nařízení č. 63/1946 Sb. zavedlo okres Nové Město nad Metují, vyhláška ministra vnitra 88/1946 Sb. přenesla dočasně na okresní národní výbor Nové Město nad Metují též působnost pro okres Dobruška. Vládní nařízení č. 230/1946 Sb. zavedlo okres Lanškroun.

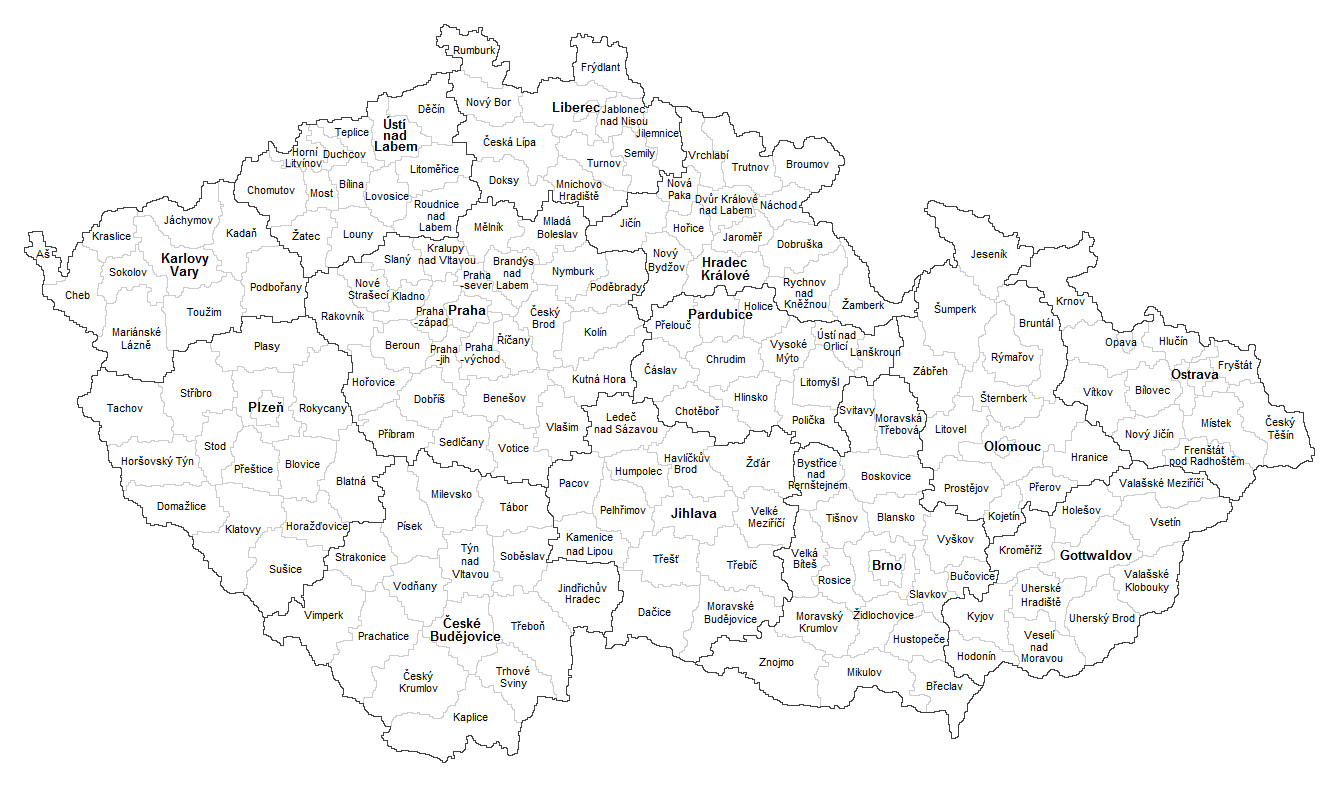
Okresy k roku 1950

Počet okresů byl 154 (110 v české zemi a 44 v moravskoslezské). Vládní nařízení č. 3/1949 Sb., o územní organisaci okresů v českých zemích, v souvislosti s přizpůsobením okresních hranic novým krajským hranicím zavedlo další změny a zvýšilo tak počet okresů na 179, čímž zároveň došlo ke sjednocení soudních okresů se správními:
- v kraji Pražském byly nově zřízeny okresy Dobříš, Nové Strašecí, Praha-východ, Praha-západ a Votice. Okres Praha-venkov-jih byl přejmenován na Praha-jih a okres Praha-venkov-sever na Praha-sever. Byl zrušen okres Jílové. (Výsledný počet okresů 26.)
- v kraji Českobudějovickém byly nově zřízeny okresy Soběslav, Trhové Sviny, Vimperk a Vodňany. (Výsledný počet okresů 15.)
- v kraji Plzeňském byly nově zřízeny okresy Blovice, Horažďovice a Stod. Okres Kralovice byl se změnou sídla přejmenován na okres Plasy, okres Plzeň-venkov na okres Plzeň a několik obcí z něj bylo připojeno přímo k Plzni. (Výsledný počet okresů 14.)
- v kraji Karlovarském bylo sídlo okresu Teplá přeneseno z Města Teplá do Toužimi a okres přejmenován na okres Toužim. Zrušeny byly okresy Loket, Nejdek, Planá, Vejprty a Žlutice. (Výsledný počet okresů 9.)
- v kraji Ústeckém byly nově zřízeny okresy Horní Litvínov a Lovosice (Výsledný počet okresů 13.)
- v kraji Libereckém byl nově zřízen okres Nový Bor, okres Dubá byl změněn na okres Doksy, okres Liberec-venkov přejmenován na okres Liberec, okresy Šluknov a Varnsdorf byly sloučeny s okresem Rumburk a byl zrušen okres Jablonné v Podještědí. (Výsledný počet okresů 11.)
- v kraji Hradeckém byl okres Nové Město nad Metují sloučen s okresem Dobruška. (Výsledný počet okresů 14.)
- v kraji Pardubickém byly nově zřízeny okresy Hlinsko, Holice a Přelouč. (Výsledný počet okresů 12.)
- v kraji Jihlavském byly nově zřízeny okresy Pacov a Třešť, okres Nové Město na Moravě byl změněn na okres Žďár. (Výsledný počet okresů 13.)
- v kraji Brněnském byly nově zřízeny okresy Blansko, Břeclav, Bučovice, Bystřice nad Pernštejnem, Rosice, Slavkov, Svitavy, Velká Bíteš a Židlochovice, okres Brno-venkov byl přejmenován na okres Brno. (Výsledný počet okresů 18.)
- v kraji Olomouckém byl nově zřízen okres Kojetín, okres Olomouc-venkov byl přejmenován na okres Olomouc, byl zrušen okres Moravský Beroun (Výsledný počet okresů 12.)
- v kraji Gottwaldovském byly nově zřízeny okresy Valašské Klobouky a Veselí nad Moravou (Výsledný počet okresů 11.)
- v kraji Ostravském byly nově zřízeny okresy Frenštát pod Radhoštěm, Ostrava a Vítkov, okres Opava-venkov byl přejmenován na okres Opava (Výsledný počet okresů 11.)

Zákonem č. 142/1949 Sb. byla zrušena kategorie statutárních měst, v Liberci, Olomouci a Plzni byly zřízeny jednotné národní výbory, které plnily zároveň roli městského i okresního národního výboru. Postavení Prahy upravil zvláštní zákon č. 76/1949 Sb. a zákon č. 79/1949 Sb. rozdělil Prahu na 16 obvodů.
Podle vládního nařízení č. 139/1949 Sb. byla změněna struktura okresních národních výborů po vzoru krajských. Nositelem veřejné moci bylo plénum NV, výkonnými orgány rada, předseda, referenti (volení z členů pléna) a komise. Pro vedení úřadu (zaměstnanců) byl radou určen z řad zaměstnanců tajemník, jehož výběr podléhal schválení ministerstva vnitra. V 50. letech byly přijaty zákony, které upravovaly postavení a organizaci národních výborů, roku 1954 byly první volby, v nichž voliči mohli volit jen jednotnou kandidátku Národní fronty.

## Okresy od roku 1960

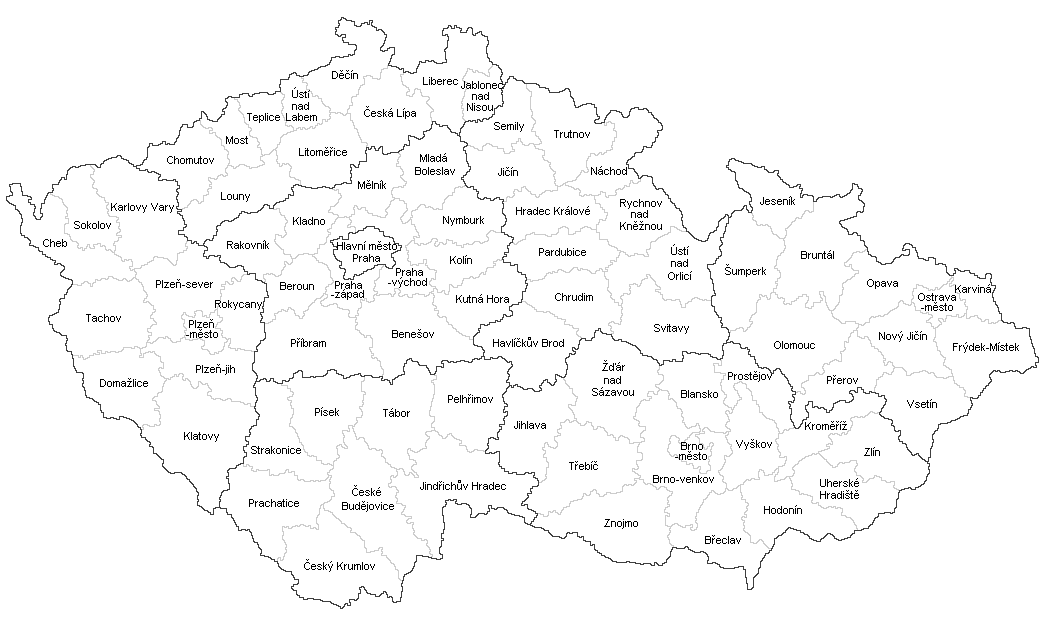
Okresy v krajích územního členění státu

Kraje a okresy jako územní jednotky zavedl s účinností od 11. dubna 1960 zákon o územním členění státu č. 36/1960 Sb. Počet okresů se snížil ze 180 na 76. Později byl tento zákon změněn zákonem o národních výborech (č. 69/1967 Sb.) (§ 79, rozdělení okresu Košice na Košice-mesto a -vidiek), zákony 29/1968 Sb. (zvláštní status Bratislavy), 175/1968 Sb. (zvláštní status pro Brno), 40/1969 Sb. (Ostrava), 41/1969 Sb. (Plzeň), 71/1969 Sb. (členění Slovenska), 126/1971 Sb. (Brno, Ostrava a Plzeň se mění na okresy), 248/1990 Sb. (okres Gottwaldov přejmenován na okres Zlín), 425/1990 Sb. (zřízení okresních úřadů), 108/1995 Sb. (zřízen okres Jeseník), 132/2000 Sb. (změny kompetencí v souvislosti s reformou) a 320/2002 Sb. (zrušení okresních úřadů, Čl. CXIV: do zákona o územním členění státu přidán § 1a zmocňující ministerstvo vnitra stanovit území okresů výčtem obcí a voj. újezdů).
Území okresů na základě tohoto zmocnění znovu definovala vyhláška ministerstva vnitra o stanovení území okresů České republiky a území obvodů hlavního města Prahy č. 564/2002 Sb. Další vyhláška č. 513/2006 Sb. změnila území většiny okresů s účinností od 1. ledna 2007 tak, aby se přizpůsobilo hranicím správních obvodů obcí s rozšířenou působností.
Praha podle § 2 zákona o územním členění státu č. 36/1960 Sb. tvořila samostatnou územní jednotku (která tak není okresem ani krajem, i když tomu byla z některých hledisek postavena na roveň) a dělila se na deset obvodů.

### Středočeský kraj
- Benešov
- Beroun
- Kladno
- Kolín
- Kutná Hora
- Mělník
- Mladá Boleslav
- Nymburk
- Praha-východ
- Praha-západ
- Příbram
- Rakovník

### Jihočeský kraj
- České Budějovice
- Český Krumlov
- Jindřichův Hradec
- Pelhřimov
- Písek
- Prachatice
- Strakonice
- Tábor

### Západočeský kraj
- Domažlice
- Cheb
- Karlovy Vary
- Klatovy
- Plzeň-jih
- Plzeň-město
- Plzeň-sever
- Rokycany
- Sokolov
- Tachov

### Severočeský kraj
- Česká Lípa
- Děčín
- Chomutov
- Jablonec nad Nisou
- Liberec
- Litoměřice
- Louny
- Most
- Teplice
- Ústí nad Labem

### Východočeský kraj
- Havlíčkův Brod
- Hradec Králové
- Chrudim
- Jičín
- Náchod
- Pardubice
- Rychnov nad Kněžnou
- Semily
- Svitavy
- Trutnov
- Ústí nad Orlicí

### Jihomoravský kraj
- Blansko
- Brno-město
- Brno-venkov
- Břeclav
- Hodonín
- Jihlava
- Kroměříž
- Prostějov
- Třebíč
- Uherské Hradiště
- Vyškov
- Zlín
- Znojmo
- Žďár nad Sázavou

### Severomoravský kraj
- Bruntál
- Frýdek-Místek
- Jeseník
- Karviná
- Nový Jičín
- Olomouc
- Opava
- Ostrava-město
- Přerov
- Šumperk
- Vsetín

## Okresy ve vztahu k samosprávným krajům
Ústavní zákon o vytvoření vyšších územních samosprávných celků (č. 347/1997 Sb.) stanovil názvy vyšších územních samosprávných celků (krajů) a vymezil je výčtem okresů. Okresy byly s účinností od 1. ledna 2021 nově vymezeny zákonem o územně správním členění státu jako části krajů prostřednictvím správních obvodů obcí s rozšířenou působností. 
- Středočeský kraj: okresy Benešov, Beroun, Kladno, Kolín, Kutná Hora, Mělník, Mladá Boleslav, Nymburk, Praha-východ, Praha-západ, Příbram, Rakovník
- Jihočeský kraj: okresy České Budějovice, Český Krumlov, Jindřichův Hradec, Písek, Prachatice, Strakonice, Tábor
- Plzeňský kraj: okresy Domažlice, Klatovy, Plzeň-jih, Plzeň-město, Plzeň-sever, Rokycany, Tachov
- Karlovarský kraj: okresy Cheb, Karlovy Vary, Sokolov
- Ústecký kraj: okresy Děčín, Chomutov, Litoměřice, Louny, Most, Teplice, Ústí nad Labem
- Liberecký kraj: okresy Česká Lípa, Jablonec nad Nisou, Liberec, Semily
- Královéhradecký kraj: okresy Hradec Králové, Jičín, Náchod, Rychnov nad Kněžnou,  Trutnov
- Pardubický kraj: okresy Chrudim, Pardubice, Svitavy, Ústí nad Orlicí
- Kraj Vysočina: okresy Havlíčkův Brod, Jihlava, Pelhřimov, Třebíč, Žďár nad Sázavou
- Jihomoravský kraj: okresy Blansko, Brno-město, Brno-venkov, Břeclav, Hodonín, Vyškov, Znojmo
- Olomoucký kraj: okresy Jeseník, Olomouc, Prostějov, Přerov, Šumperk
- Moravskoslezský kraj: okresy Bruntál, Frýdek-Místek, Karviná, Nový Jičín, Opava, Ostrava-město
- Zlínský kraj: okresy Kroměříž, Uherské Hradiště, Vsetín, Zlín

## Postavení Prahy ve vztahu k okresům
Praze přiznává zákon o hlavním městě Praze (č. 131/2000 Sb.) postavení a pravomoci obce a zároveň kraje. Podle zákona o okresních úřadech (č. 147/2000 Sb.) hlavní město Praha plnilo v plném rozsahu i funkce okresního úřadu, třebaže okresem není a nebylo. 
Zákon o územním členění státu (č. 36/1960 Sb.) Prahu chápal ne jako okres, ale jako samostatnou územní jednotku, jeho prováděcí vyhláška č. 564/2002 Sb. přesto hlavní město uvádělo ve výčtu okresů a zřejmě proto byl v RÚIAN veden „okres Hlavní město Praha“.
Vzhledem k tomu, že územní členění na okresy mělo původně praktický význam také ten, že okresy bývaly soudními obvody okresních soudů, jejichž postavení je shodné s obvodními soudy v Praze, fakticky tak pozici okresů bylo nejblíže 10 městských obvodů v Praze, zatímco pojímat jako okres celou Prahu již ztratilo faktické a právní opodstatnění. Toto pojetí s účinností od 1. ledna 2021 upevnil a zakotvil zákon č. 51/2020 Sb., o územně správním členěním státu, který výslovně stanovil, že v hlavním městě Praze jsou na úrovni okresů vymezeny prostřednictvím správních obvodů městských částí obvody Praha 1 až Praha 10. Registr územní identifikace na tuto změnu reagoval až se zpožděním tím, že k 1. červenci 2022 zrušil okres 3100 Hlavní město Praha. Vzhledem k tomu, že touto změnou byla narušena struktura dat, byl od 15. července jako náhrada zaveden pomocný technický záznam „9999 – území Hlavního města Prahy“, ve finálním řešení plánovaném na prosinec 2022 má být tento pomocný záznam potlačen vytvořením přímé vazby mezi ORP Hlavní město Praha a VÚSC Hlavní město Praha.